# Halfdan il Mite
Hálfdan il Mite Eysteinsson (norreno:  Hálfdan hinn mildi, norvegese: Halvdan den milde; VIII secolo – Holtar, fine VIII secolo) fu un semi-leggendario re di Romerike e di Vestfold, del clan dei Yngling.
Figlio di Eystein Halfdansson secondo la Saga degli Ynglingar era generoso nell'elargire oro, ma avaro di cibo per i suoi uomini.
Grande condottiero, compì spesso saccheggi ottenendo grandi ricchezze.
Sua moglie fu Liv, la figlia di re Dag di Vestmar. Halfdan il Mite morì di malattia nel suo letto.
Il suo successore fu suo figlio, Gudrød il Cacciatore.